# Iwana Iwczewska
Ivana Ivchevska, mk. Ивана Ивчевска (ur. 15 października 1988 w Skopju) – macedońska narciarka alpejska, olimpijka. Wystąpiła w igrzyskach olimpijskich w 2006 roku, w Turynie. Nie zdobyła żadnych medali.

## Zimowe Igrzyska Olimpijskie 2006 w Turynie
| Konkurencja   | 1 zjazd | 1 zjazd | 2 zjazd | 2 zjazd | Klas. końcowa | Klas. końcowa |
| Konkurencja   | Czas    | Miejsce | Czas    | Miejsce | Czas          | Miejsce       |
| ------------- | ------- | ------- | ------- | ------- | ------------- | ------------- |
| slalom gigant | 1:13.89 | 50.     | 1:23.47 | 39.     | 2:37.36       | 40.           |
| slalom        | 52.40   | 51.     | 57.73   | 48.     | 1:50.13       | 48.           |